# Parafia Najświętszego Serca Pana Jezusa w Rojewicach
Parafia Najświętszego Serca Pana Jezusa w Rojewicach jest jedną z 11 parafii leżącą w granicach dekanatu gniewkowskiego. Erygowana w 1997 roku.

## Dokumenty
Księgi metrykalne: 
- ochrzczonych od 1997 roku
- małżeństw od 1997 roku
- zmarłych od 1997 roku